# Premiul Academiei Europene de Film pentru cel mai bun film non-european
Premiul Academiei Europene de Film pentru cel mai bun film non-european este un premiu cinematografic acordat în perioada 1996-2005 de Academia Europeană de Film.

## Câștigători
- 1996 -  Dead Man
- 1997 -  Hana-Bi
- 1998 -  The Truman Show
- 1999 -  The Straight Story
- 2000 -  In the Mood for Love
- 2001 - / Moulin Rouge!
- 2002 -  Chronicle of a Disappearance
- 2003 -  Les invasions barbares
- 2004 -  2046
- 2005 -  Good Night, and Good Luck.